# Langustier

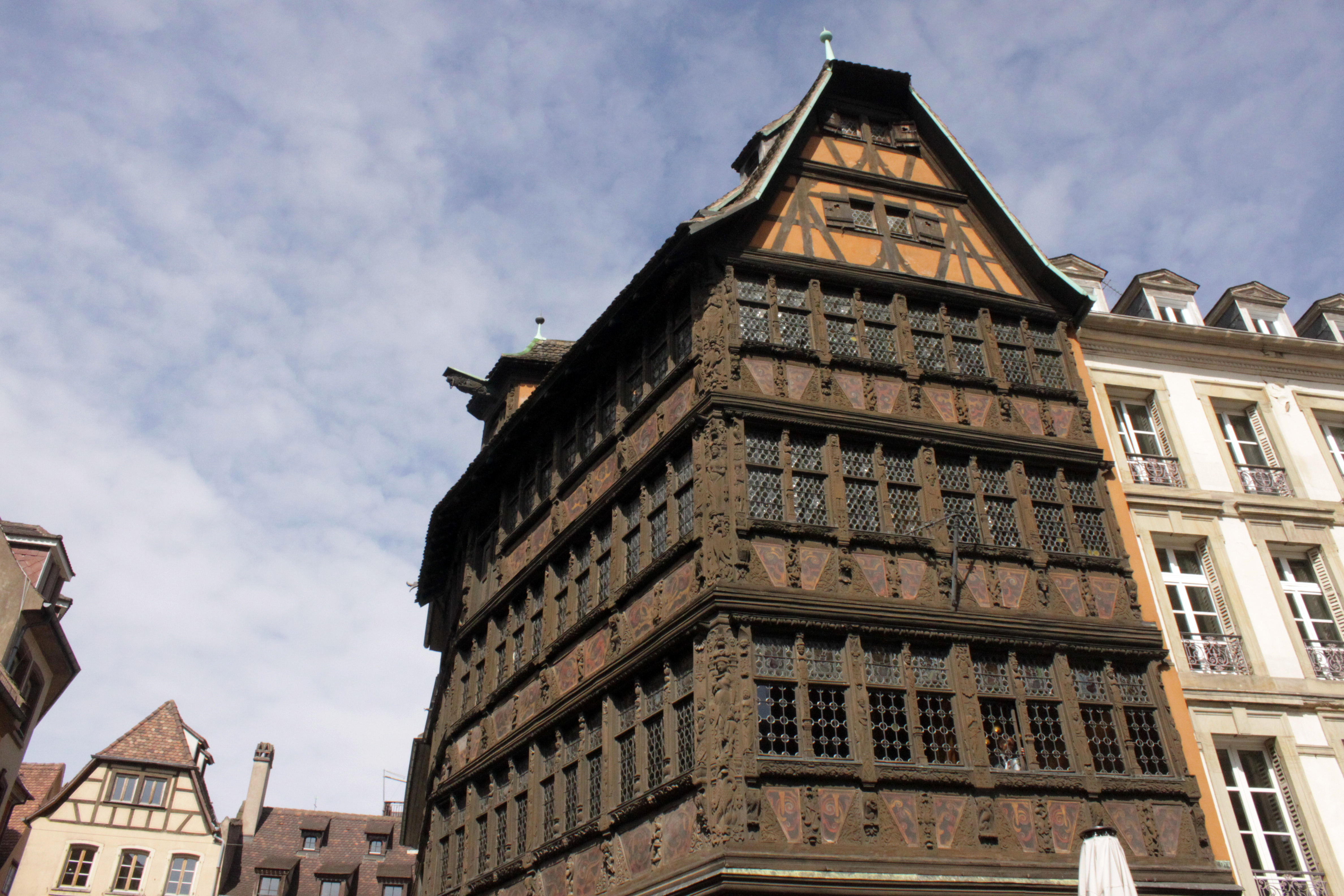
Das Geburtshaus des Honoré Langustier, Haus Kammerzell am Münsterplatz zu Straßburg im Elsass.

Honoré Pierre André Laurent-Etienne Langustier ist eine fiktive Detektivgestalt des deutschen Schriftstellers Tom Wolf.

## Figur
Langustier stammt aus Straßburg im Elsass. Er wurde am 12. Februar 1702 als Sohn des Adlerwirts Alphonse René Antoine-François Augustin Langustier und dessen Frau Elisabeth Langustier, einer geborenen Montgolfier, im Haus Kammerzell am Münsterplatz geboren. 1723 heiratete er Marie Louise Charlotte Haguenau aus Lahr. Im selben Jahr wurde ihm seine Tochter Marie geboren. 1738 starb Frau Marie Louise.
Auf der Durchreise König Friedrichs des Großen von Preußen im Jahre 1740 lernt dieser die Kochkunst des elsässischen Gastwirtes im Rabenhof am Straßburger Quai des Bateliers kennen und schätzen und wirbt den charmanten und ebenso hochgebildeten wie scharfsinnigen Cuisinier für den königlich-preußischen Hof an.
Schon bei der Anreise nach Berlin wird Langustier mit einem Kriminalfall konfrontiert. Einige scharfsinnige Beobachtungen und Schlussfolgerungen machen den König auf das andere große Talent seines nunmehrigen Zweiten Hofküchenmeisters aufmerksam, und Friedrich betraut diesen mit den kriminalistischen Ermittlungen.
1767 heiratet Langustier Rahel Schönermark und baut sich eine Villa am Heiligen See in Potsdam, die 1945 bei einem Fliegerangriff anglo-amerikanischer Bomber zerstört wird. Langustier stirbt am 3. September 1798 in Folge eines Kutschunfalls in Wissembourg.
Es sind insgesamt dreizehn Langustier-Bände in der Reihe „Preußenkrimis“ des be.bra verlages erschienen; als seine Nachfolgerin fungiert seine Urenkelin – Gerardine de Lalande – welche bis jetzt in drei Romanen ermittelt.

## Werke des Honoré Langustier
- Verführerische Kochkunst, 1769
- Memoires intimes, 1786
- Bleumorant, Gespräche mit Friedrich dem Einzigen, 1806

## Zeitliche Einordnung
Honoré Langustiers Abenteuer
- 1740 – Königsblau
- 1743 – Silbergrau
- 1746 – Muskatbraun
- 1750 – Purpurrot
- 1755 – Rosé Pompadour
- 1757 – Schwefelgelb
- 1759 – Smaragdgrün
- 1760 – Glutorange
- 1766 – Rabenschwarz
- 1772 – Kreideweiß
- 1778 – Glondblond
- 1782 – Nachtviolett
- 1786 – Kristallklar

Gerardine de Lalandes Abenteuer
- 1793 – Der rote Salon
- 1798 – Die letzte Bastion
- 1810 – Das spanische Medaillon

## Quelle
Tom Wolf, Die letzte Bastion – Ein Gerardine de Lalande Krimi, be bra Verlag Berlin, 2011, ISBN 978-3-89809-519-8, S. 262